# Церковь Святого Месропа Маштоца
Церковь Святого Месропа Маштоца (арм. Սուրբ Մեսրոպ Մաշտոց եկեղեցի) — армянская церковь, расположенная в 30 километрах от Еревана в небольшом селении Ошакан Арагацотнской области Армении, в которой покоются мощи Св. Месропа Маштоца, в честь которого она названа. Основана в V веке и приняла свой окончательный вид в XIX веке. Является резиденцией Арагацотнской епархии.

## История
Село Ошакан напрямую связан с именем создателя армянского алфавита, основателя армянской литературы, письменности, педагогической мысли Месропа Маштоца. Вероятным годом рождения Маштоца считается 361-й. В 394 году он стал монахом и, в сопровождении своих учеников, распространял христианство в различных провинциях Армении.  
После смерти Маштоца в 440-м, военачальники Ваан Аматуни и Амаяк Мамиконян перенесли его тело в Ошакан, а затем на его гробнице построили церковь-усыпальницу. В 1639-1645 годах католикос Филипп I Агбакециосновательно отреставрировал церковь. Однако к началу XIX века она снова находилась в полуразрушенном состоянии. Наконец в 1875—1879 годах католикос Геворг IV построил базилику нового типа на основе старой церкви.

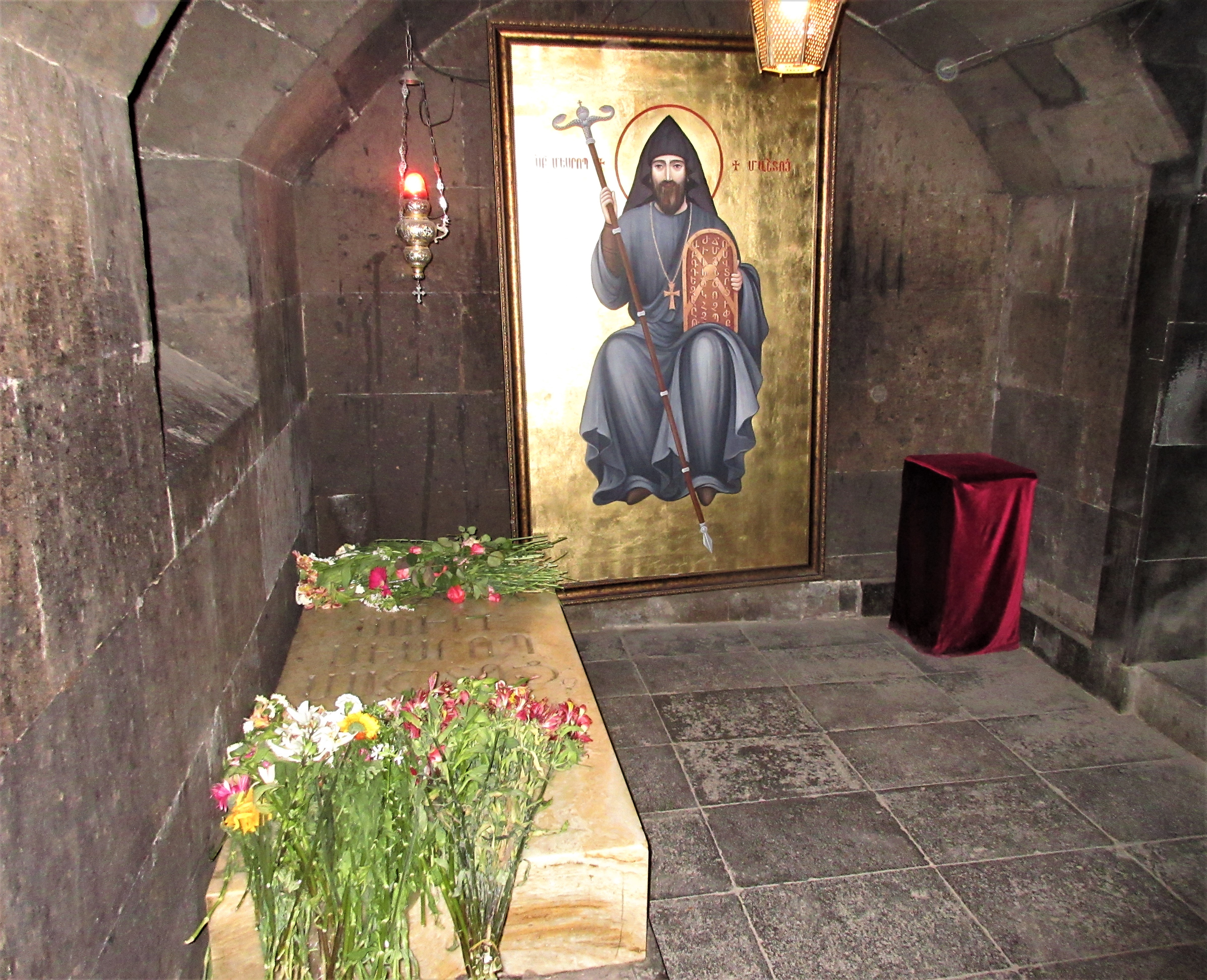
Гробница Месропа Маштоца

Могила Ваана Аматуни также находится на территории церкви, на ней поставили памятник в 1880-м году. С южной стороны церкви находится здание школы, построенное в 1913 году. В 1960-х годах католикос Вазген I и братья Хазаросян занялись облагораживанием территории церкви и школы, а у входа в церковь поставили памятник с выгравированными на них буквами армянского алфавита. 

## Устройство церкви
Комплекс церкви состоит из главного храма, образовательного центра, колокольни и часовни. Могила святого Месропа Маштоца находится под алтарем внутри храма. Древнейшие обнаруженные постройки на территории храма датируются V веком н.э. 
Главный храм представляет собой однонефную базилику, традиционную для армянских церквей. В верхней части храма находится звонница. Склеп с мощами Маштоца расположен в фундаменте часовни у алтаря. Надгробье украшено надписью, которая рассказывает о великих деяниях святого Месропа, который в V веке был канонизирован.  
Рядом с храмом есть еще одно примечательное строение, которое в начале XX века служило приютом для детей–сирот, потерявших родителей в 1914—1916 годах время геноцида армян. Это здание было построено в XIX веке и сохранилось до наших дней.
У новой церкви было три входа: с северной, южной и западной сторон. Внешний фасад здания украшен декоративной аркой. Цилиндрическая двухэтажная колокольня была построена в 1884. Она имеет 8 колон и купол, вход в неё находится со стороны алтаря. Положение этой колокольни и её строение до сих пор остаются одними из уникальных в армянской архитектуре. 

## Фрески

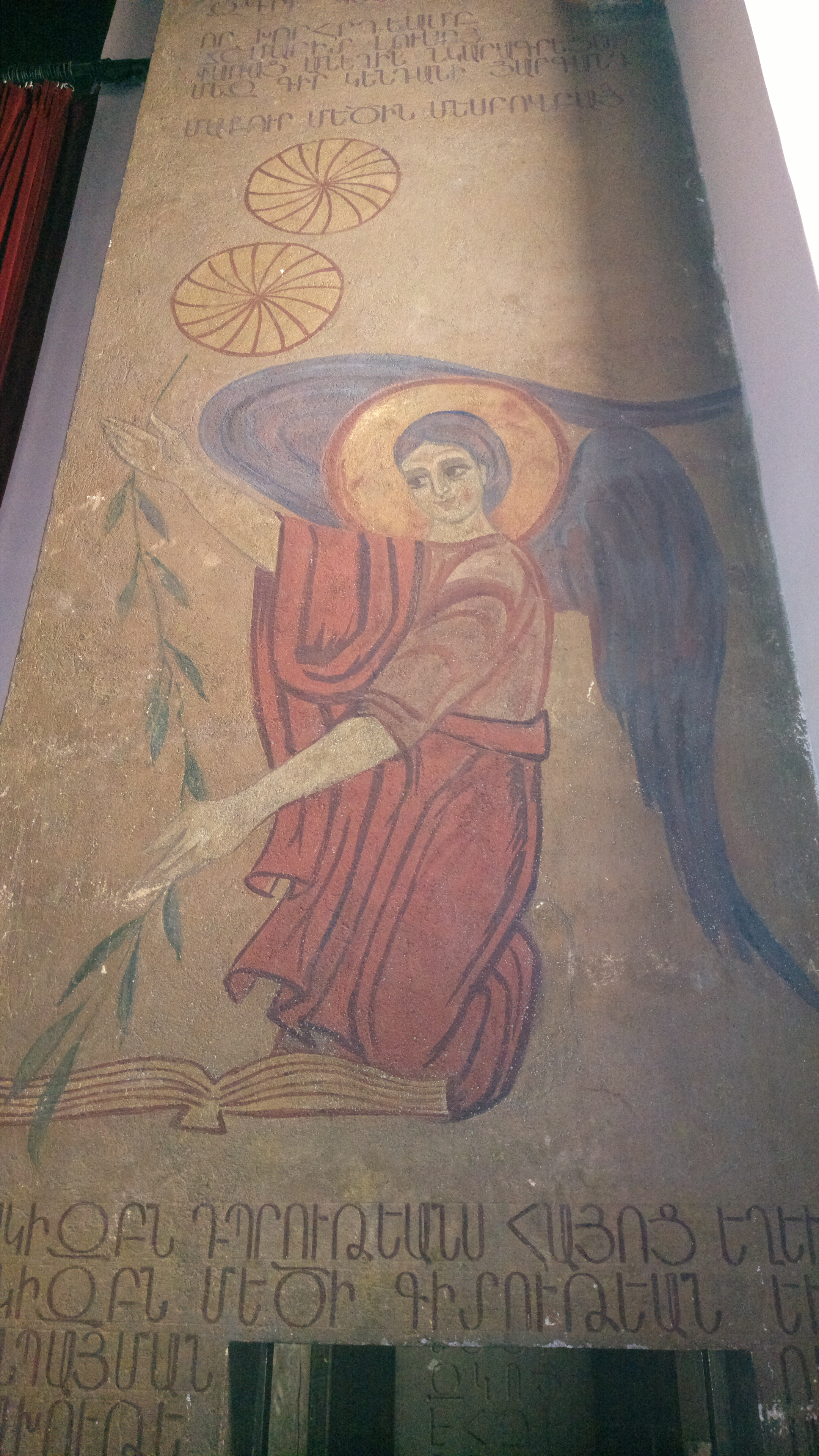
Фреска на стене церкви

В 1961—1964 годах внутреннее помещение храма было украшено многочисленными фресками, среди которых есть изображение на тему создания армянского алфавита. Называется она «Слава армянской письменности и образованию». Фреска была создана художниками Ованнесом Минасяном и Генриком Мамяном. В 2020 году фреска была отреставрирована, и сейчас каждый прихожанин вновь может любоваться яркими красками этой шедевральной картины, которую многие считают одним из лучших произведений армянского монументального искусства XX века. Есть в храме и другие фрески.

## Галерея

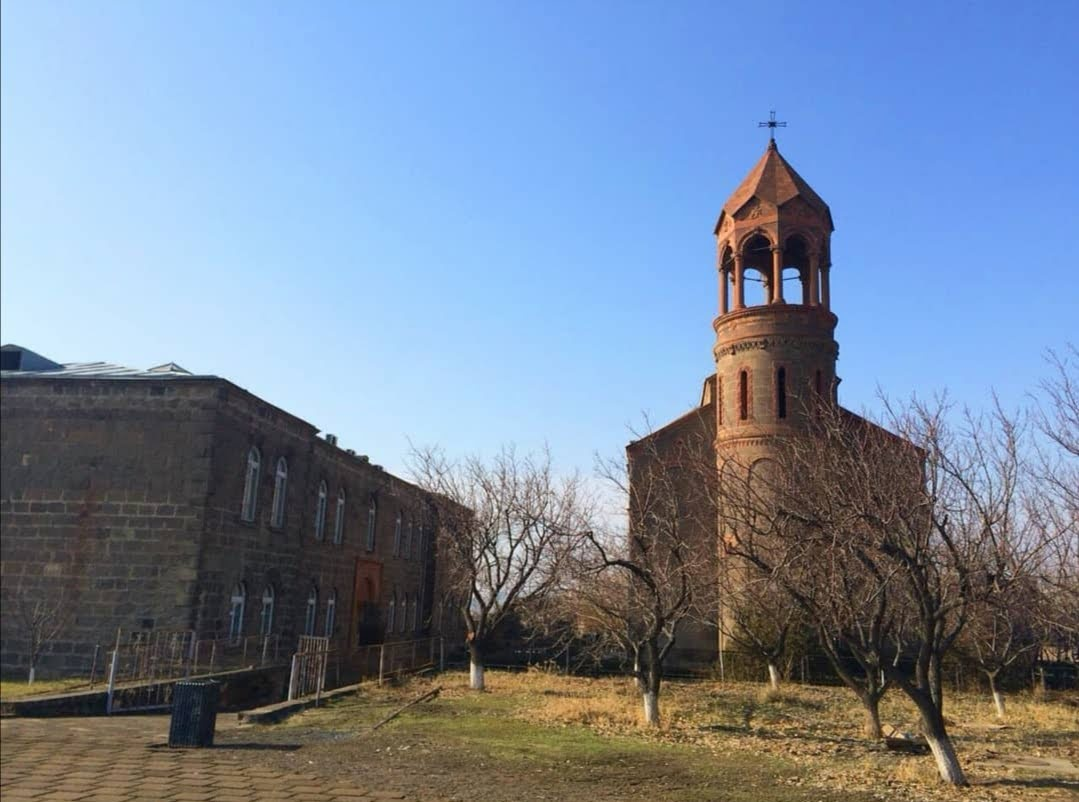
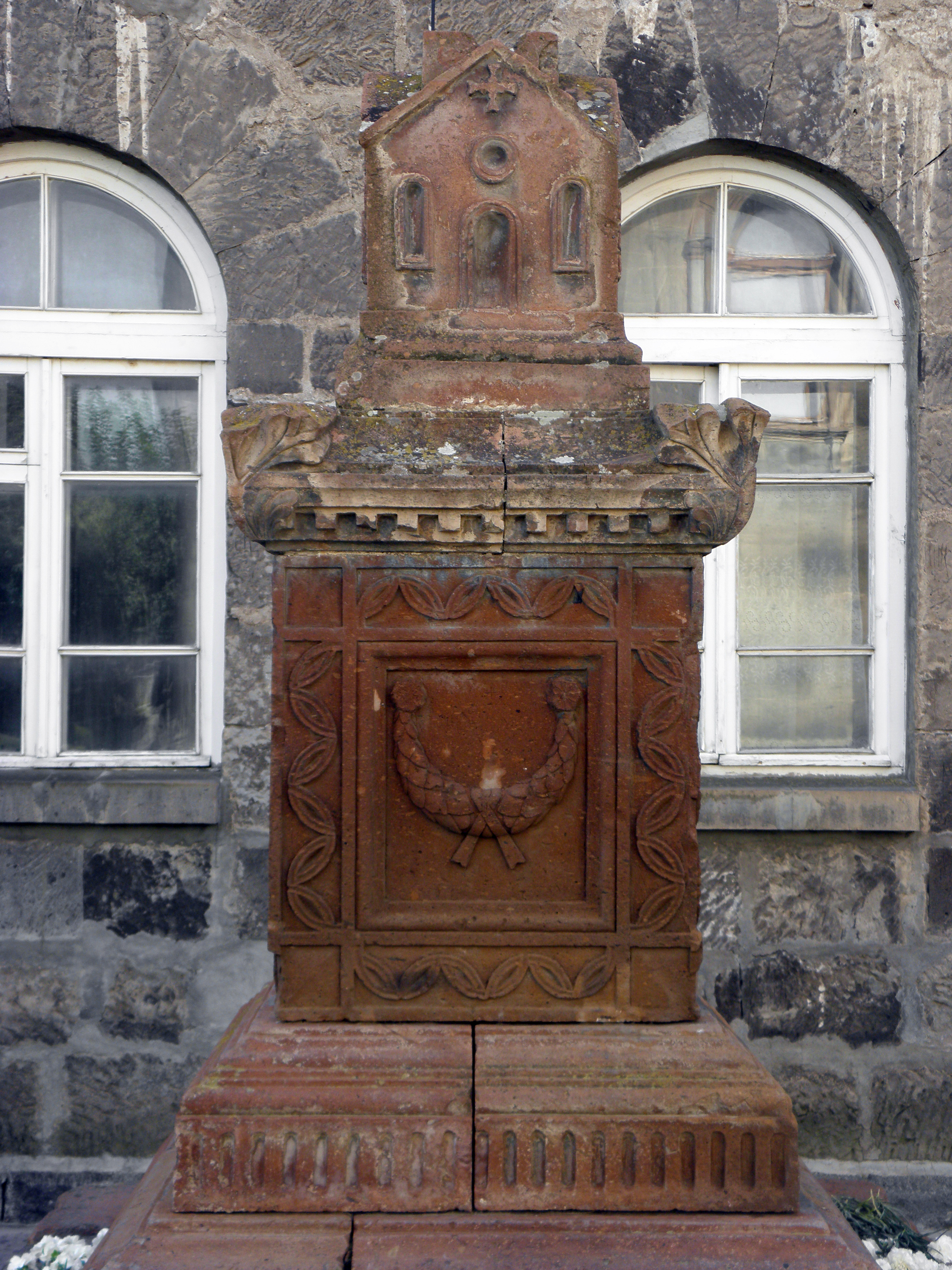
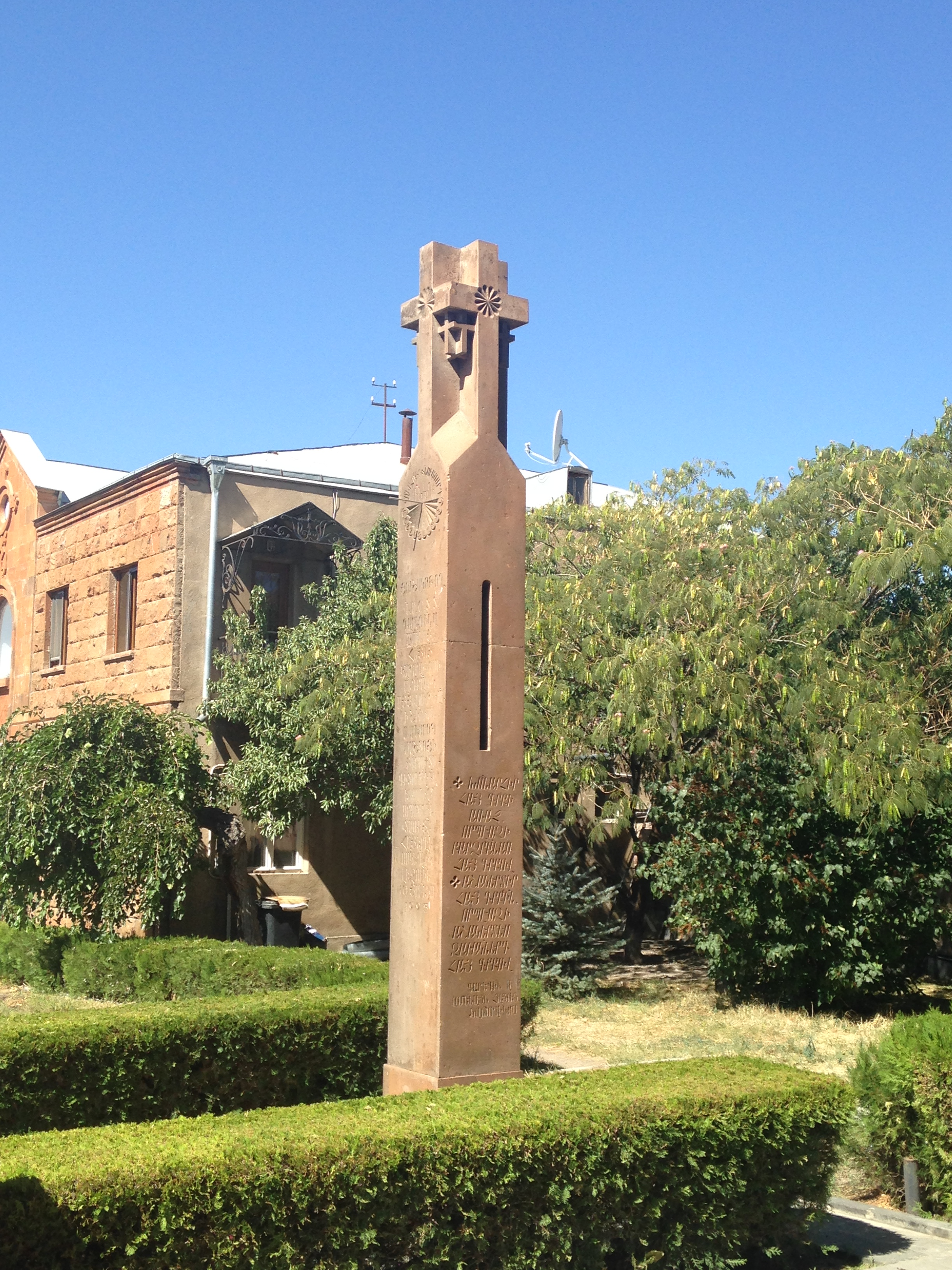
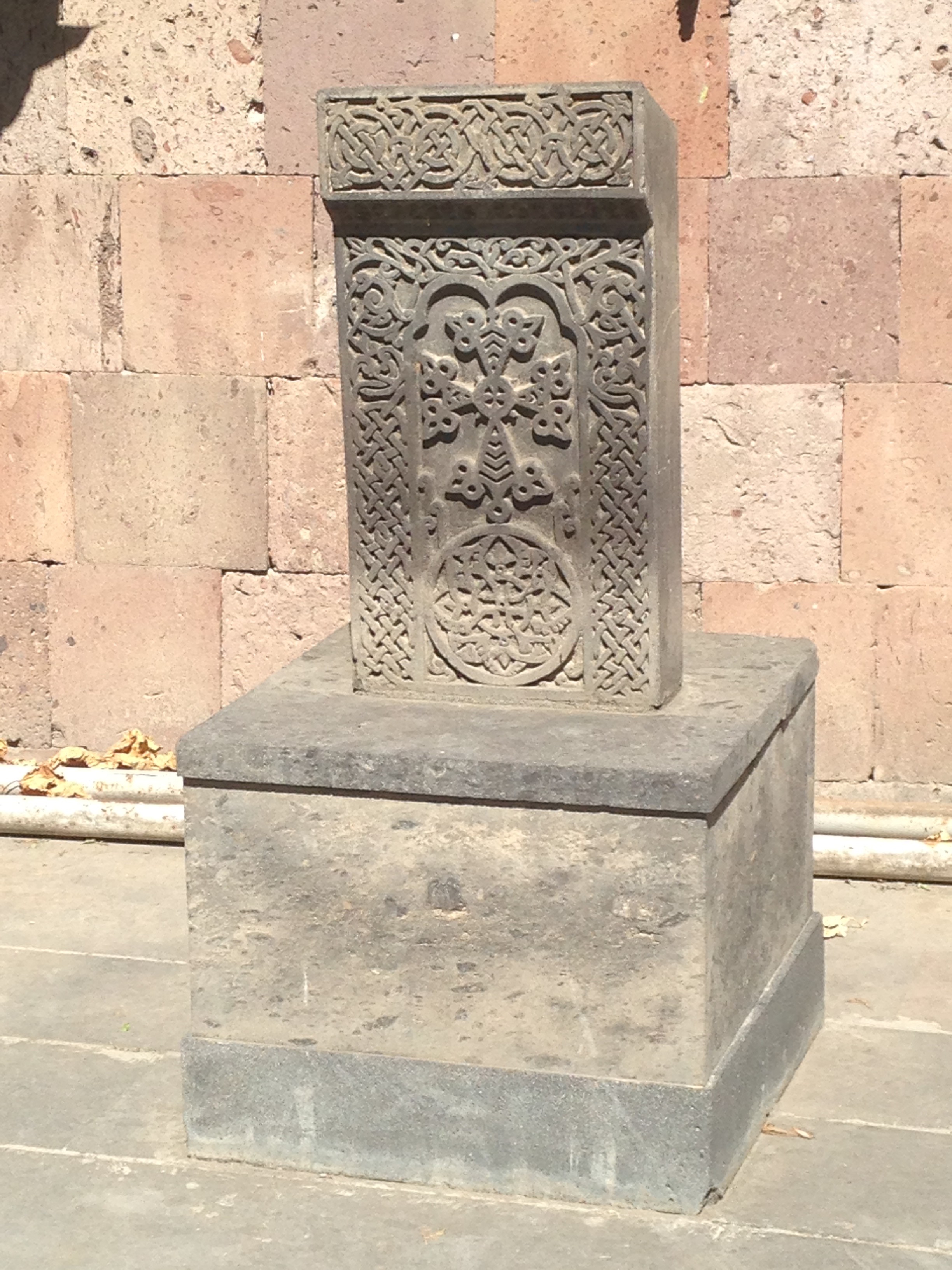
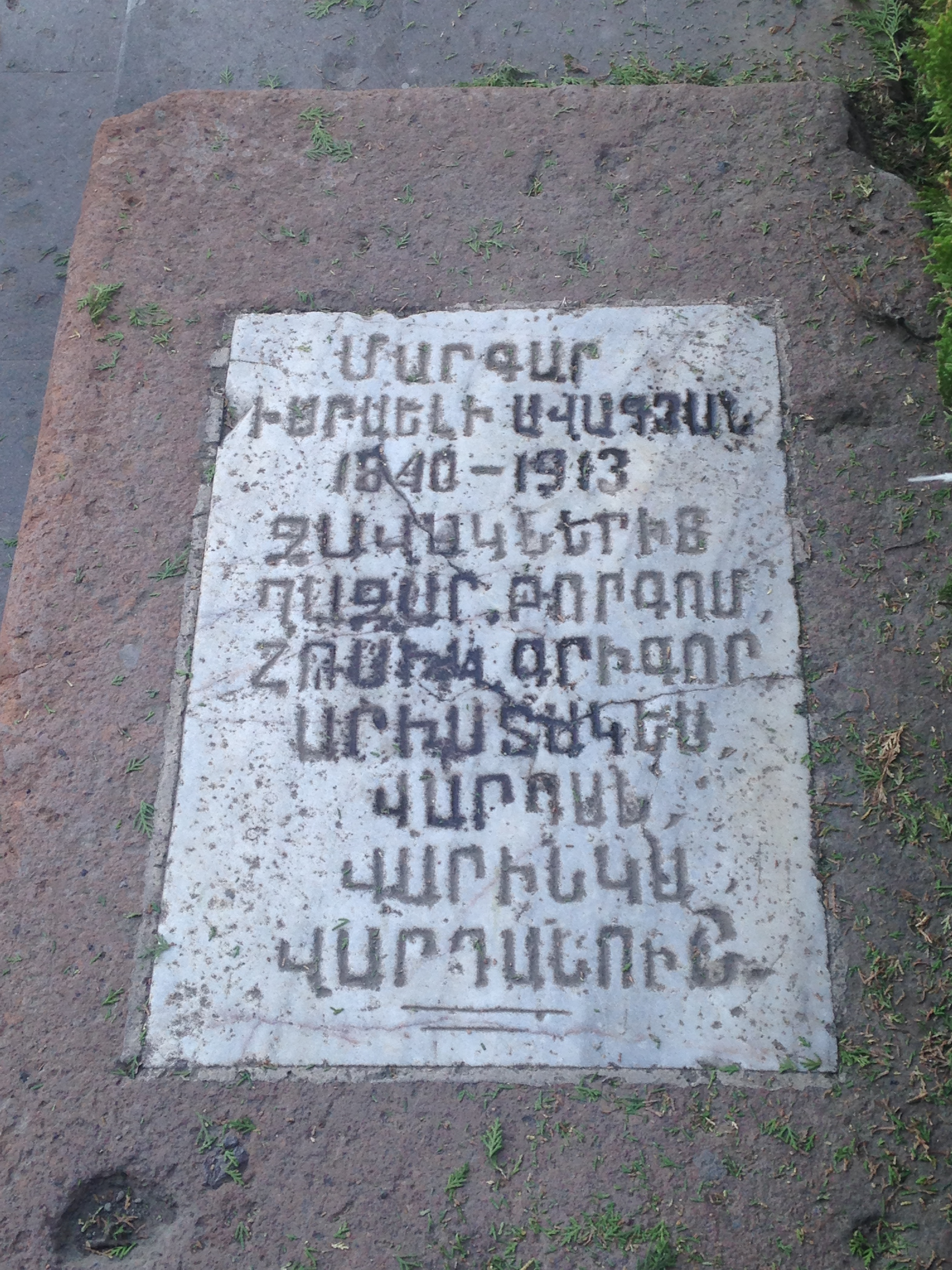
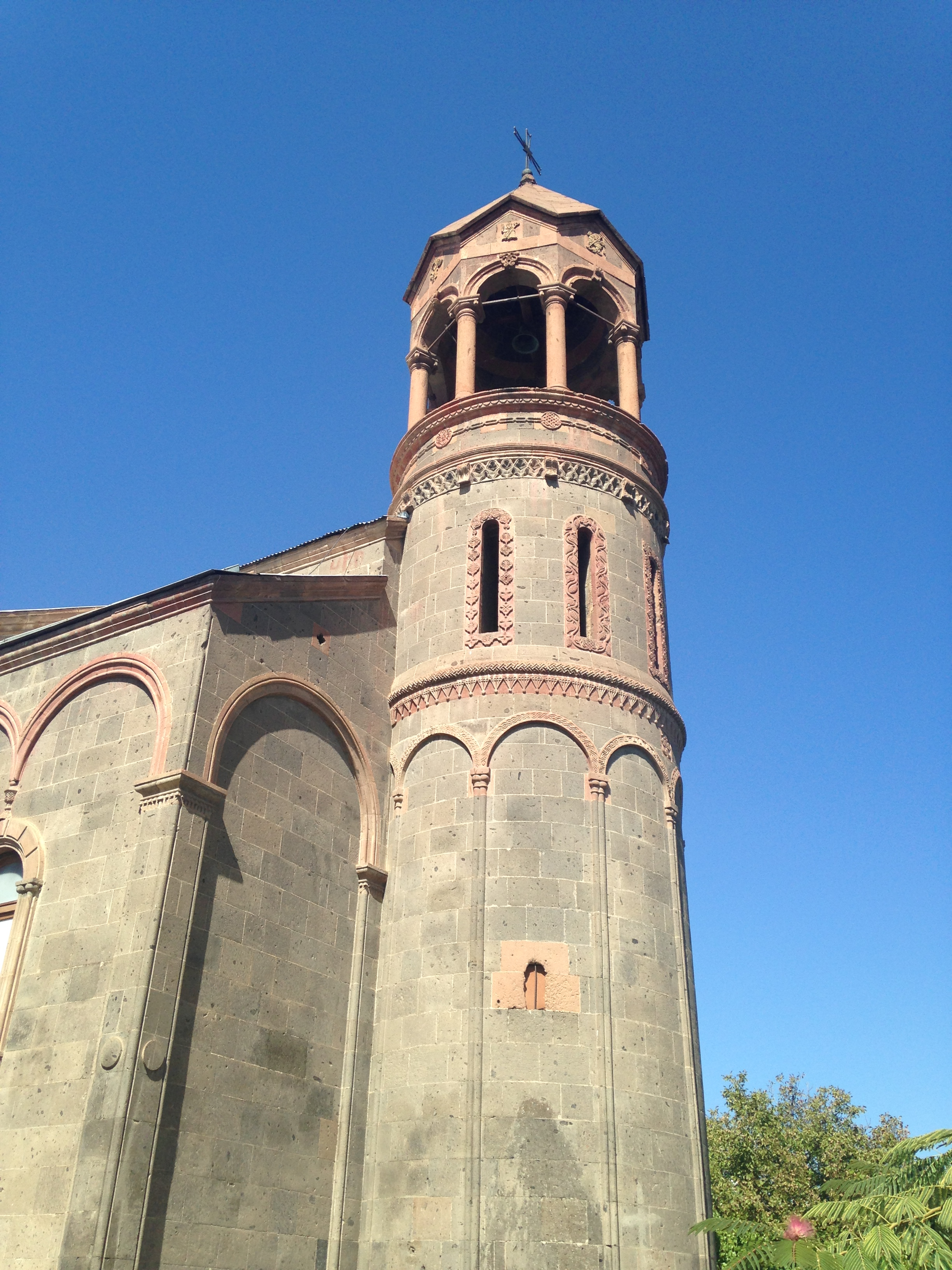
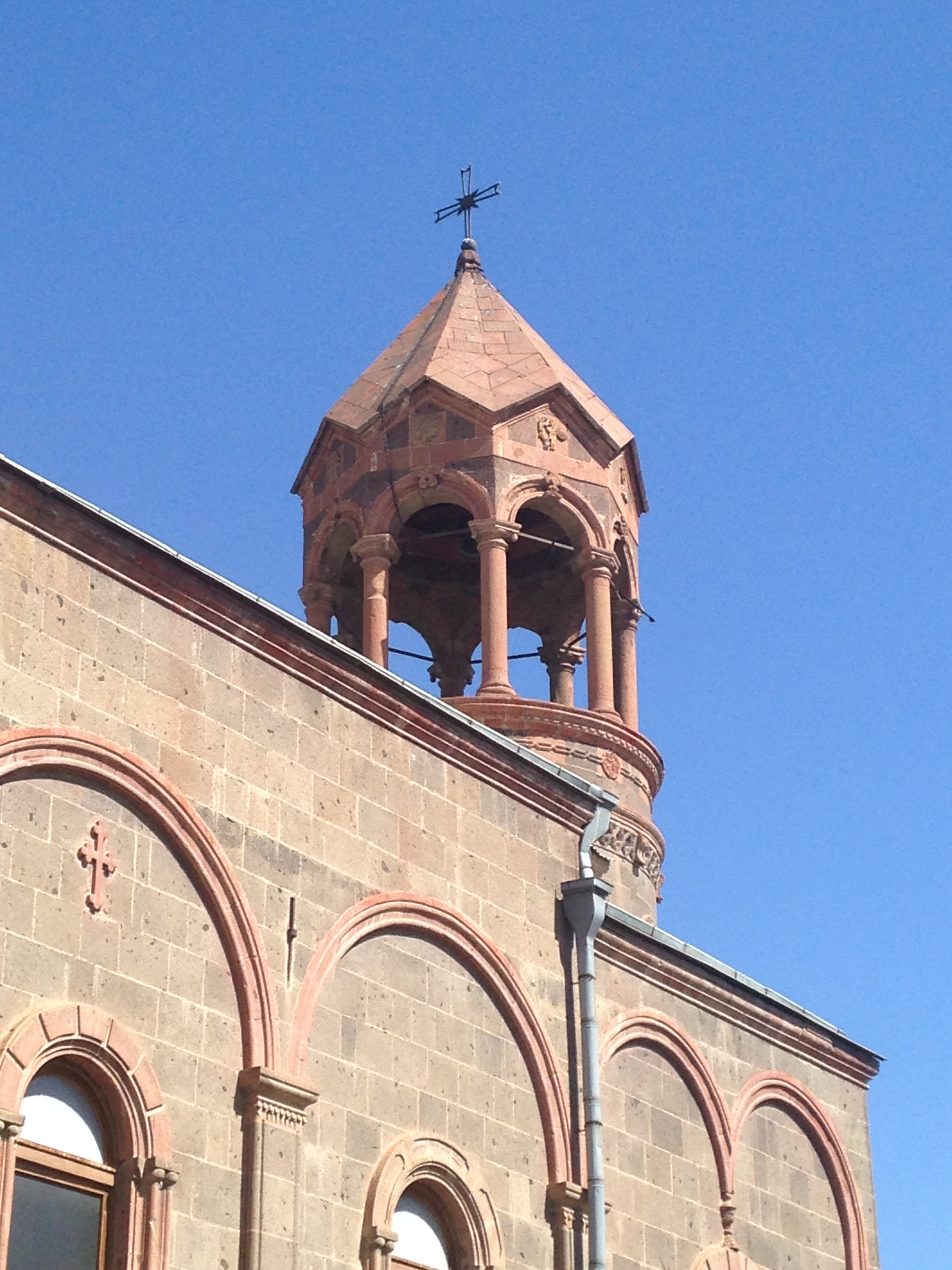
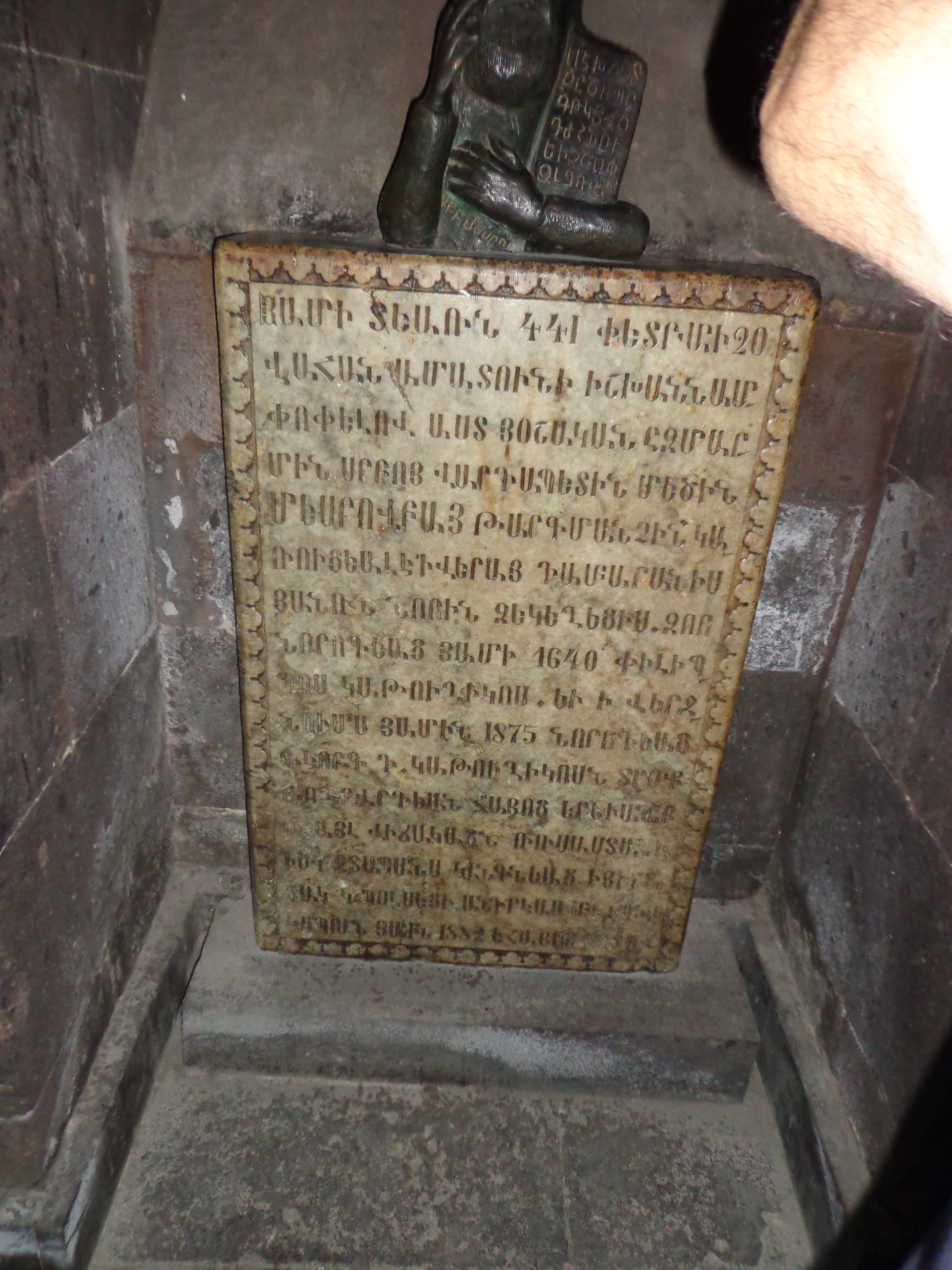
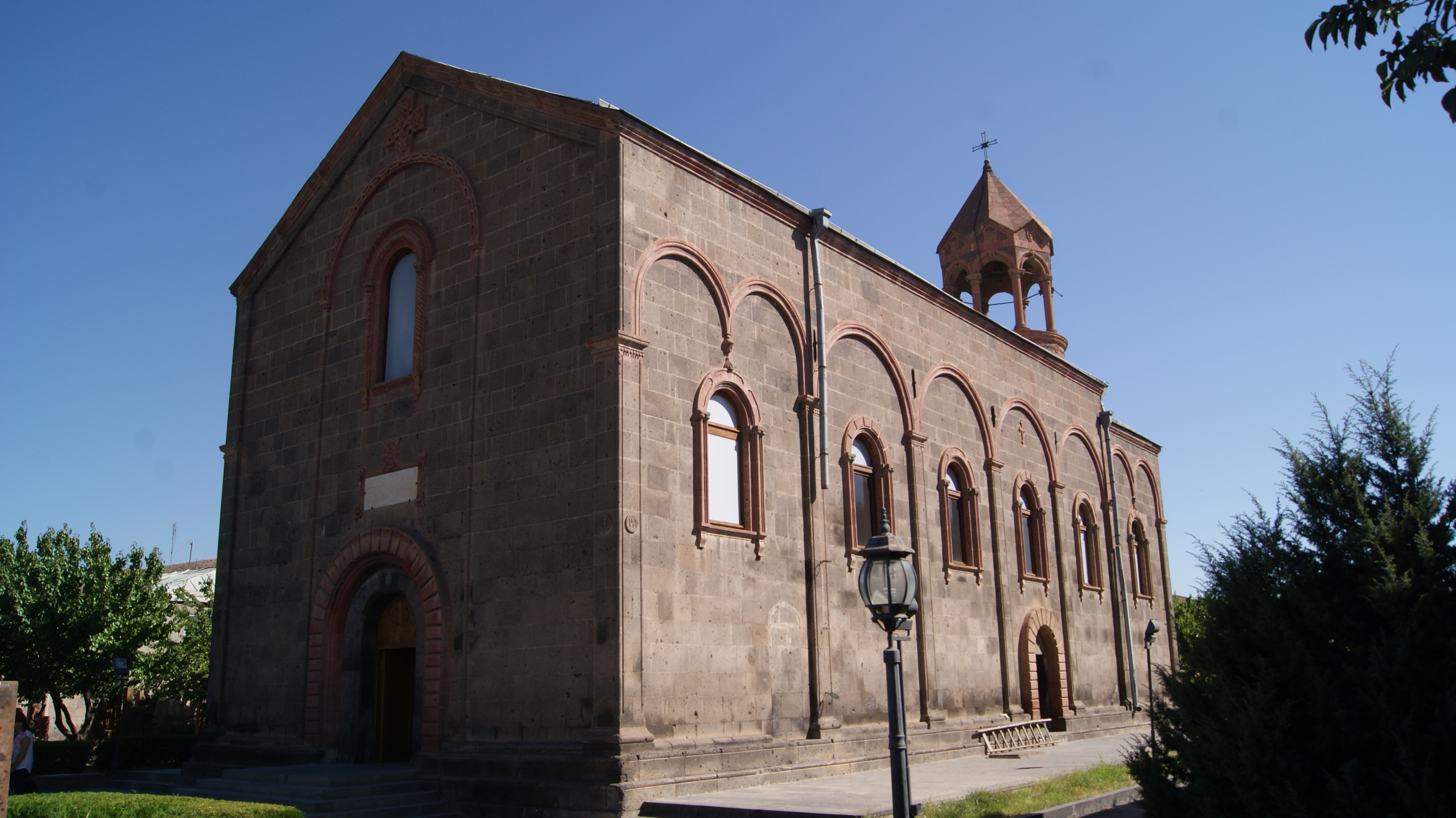
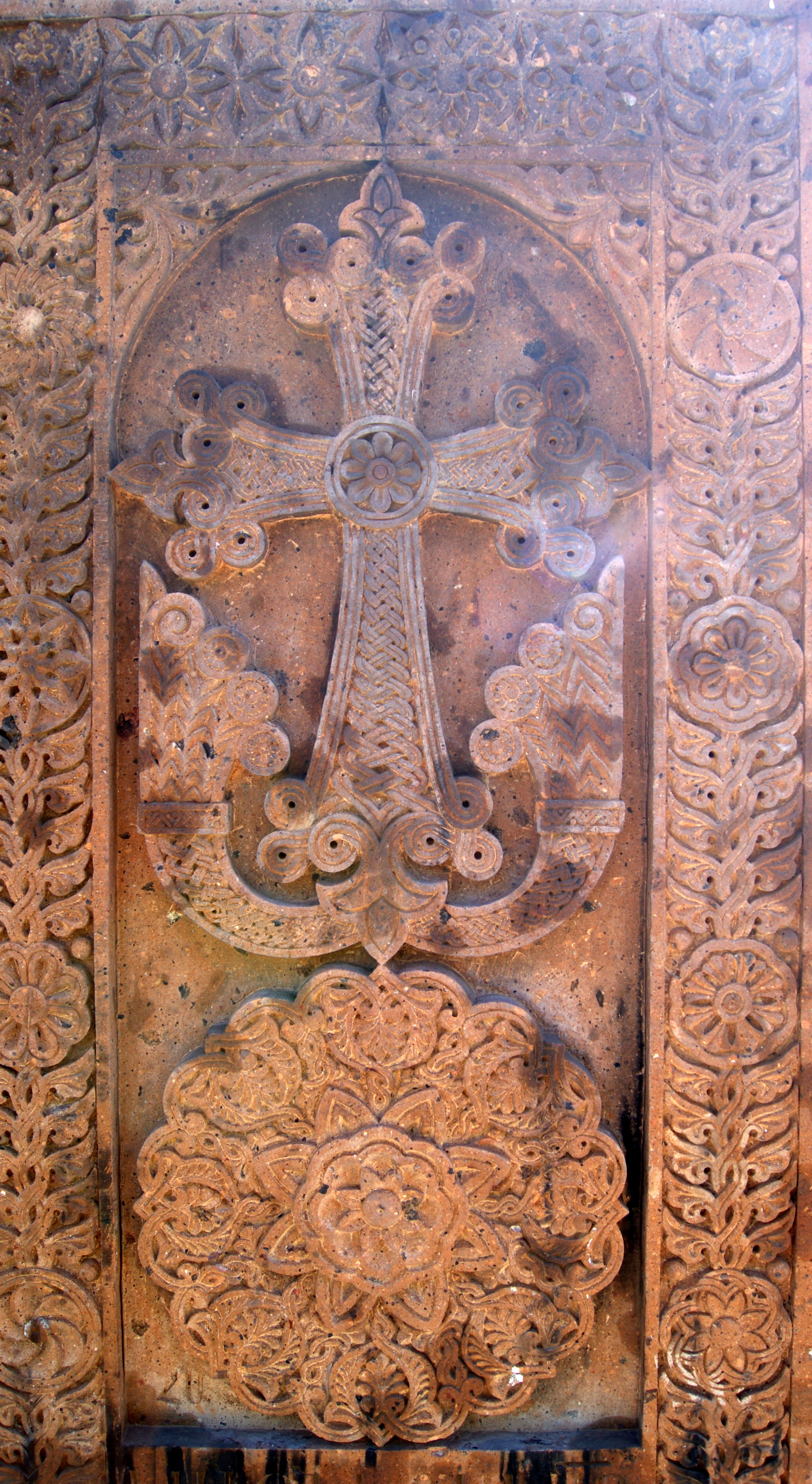
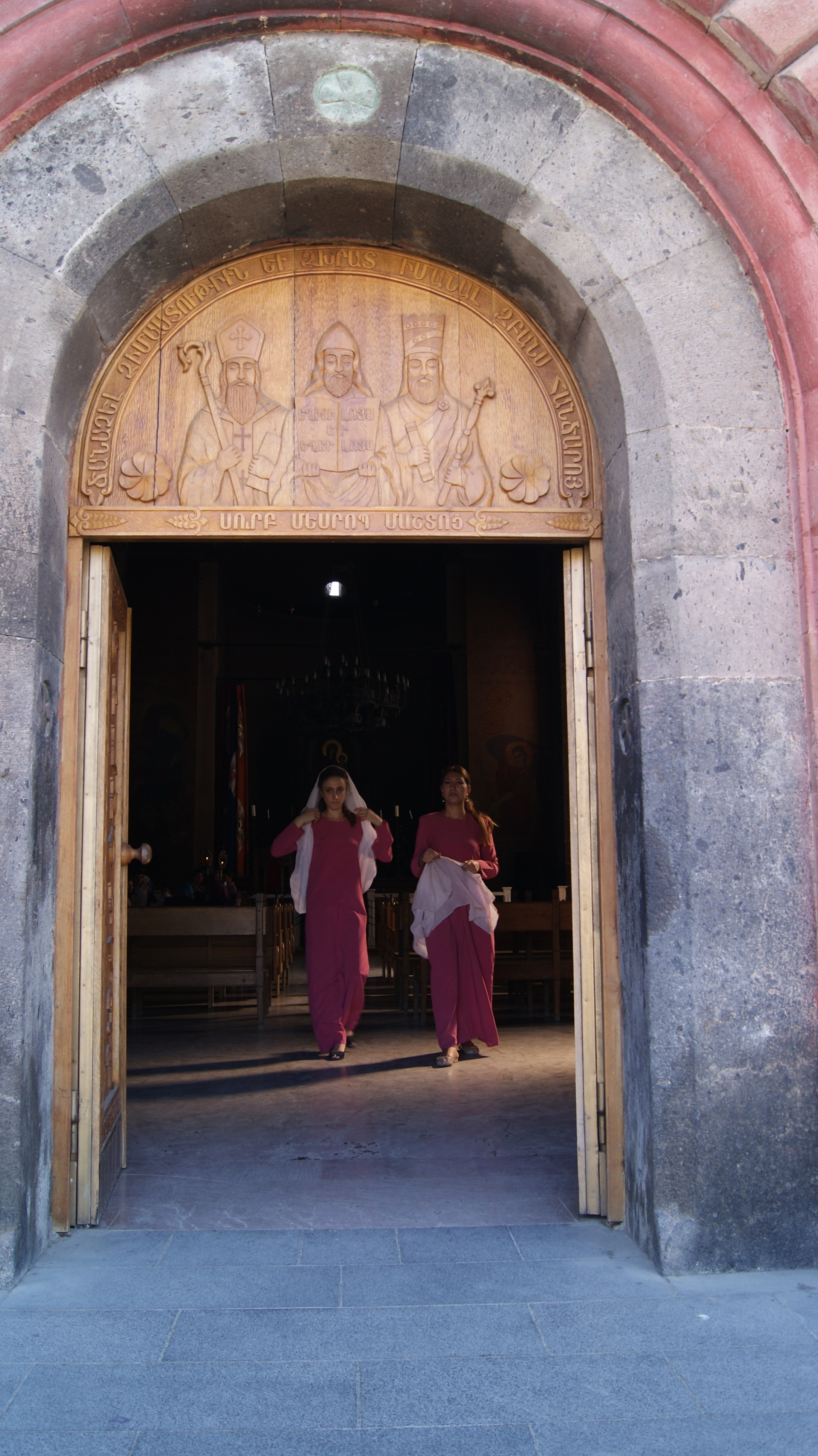
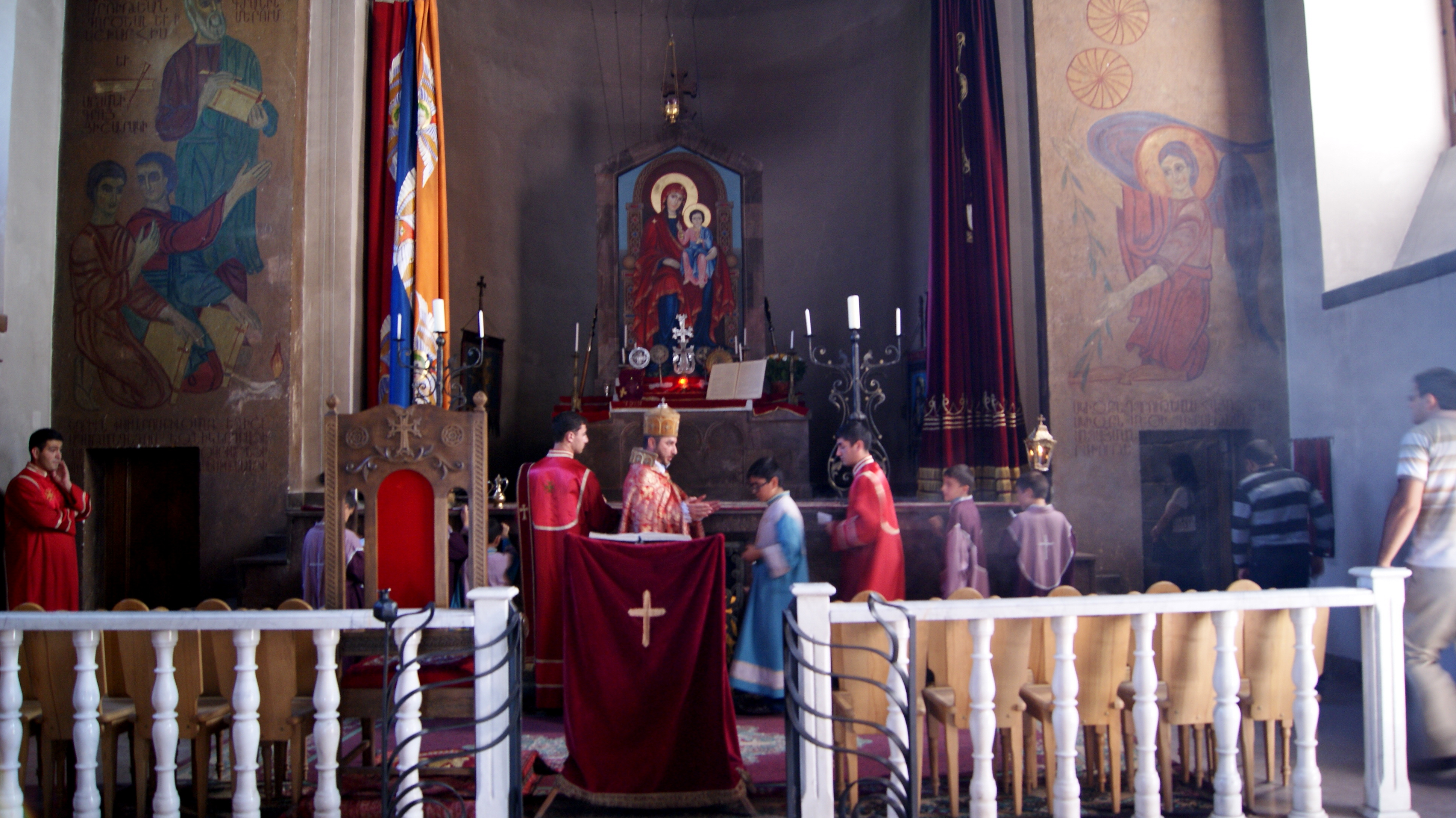
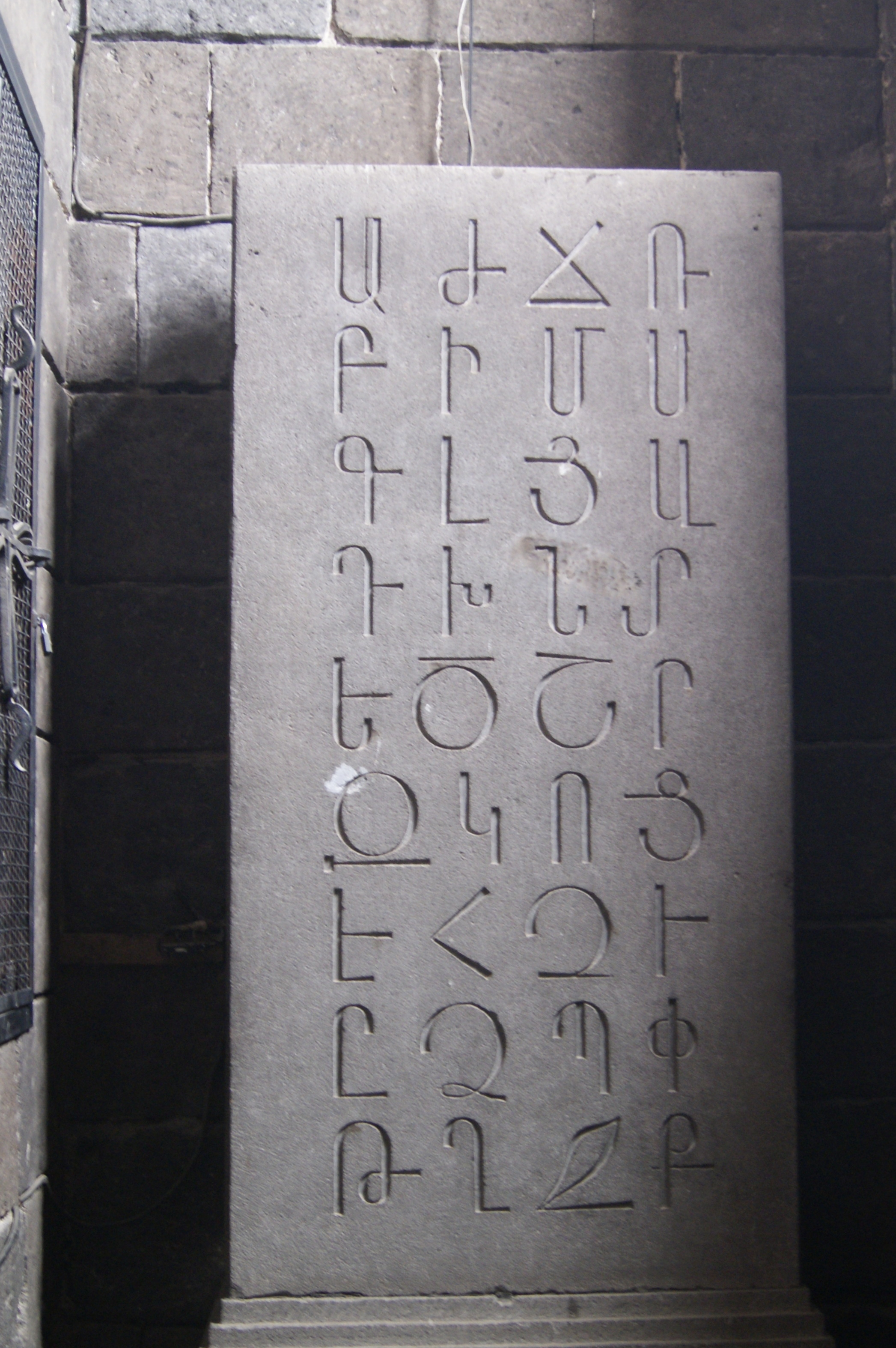
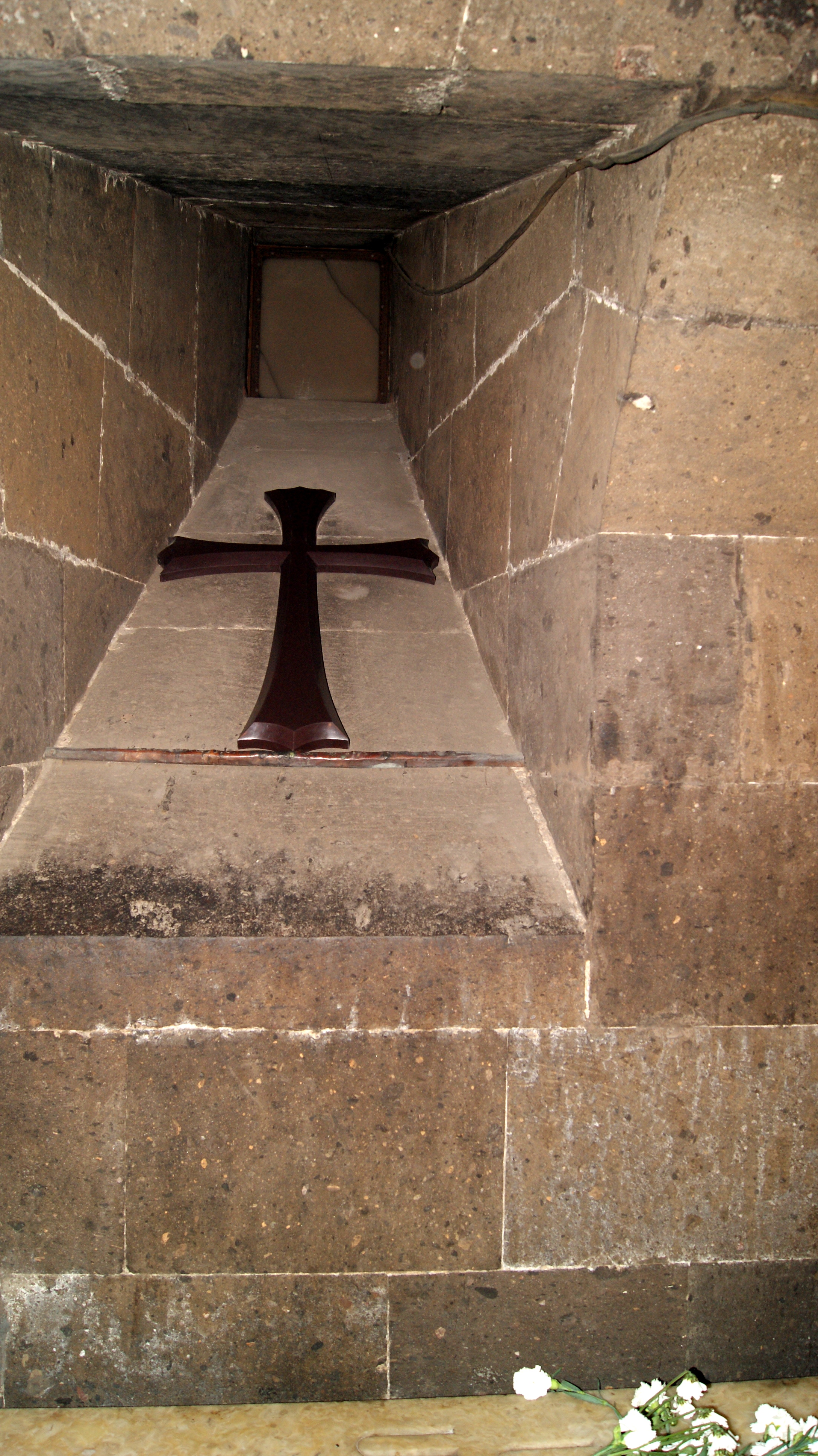
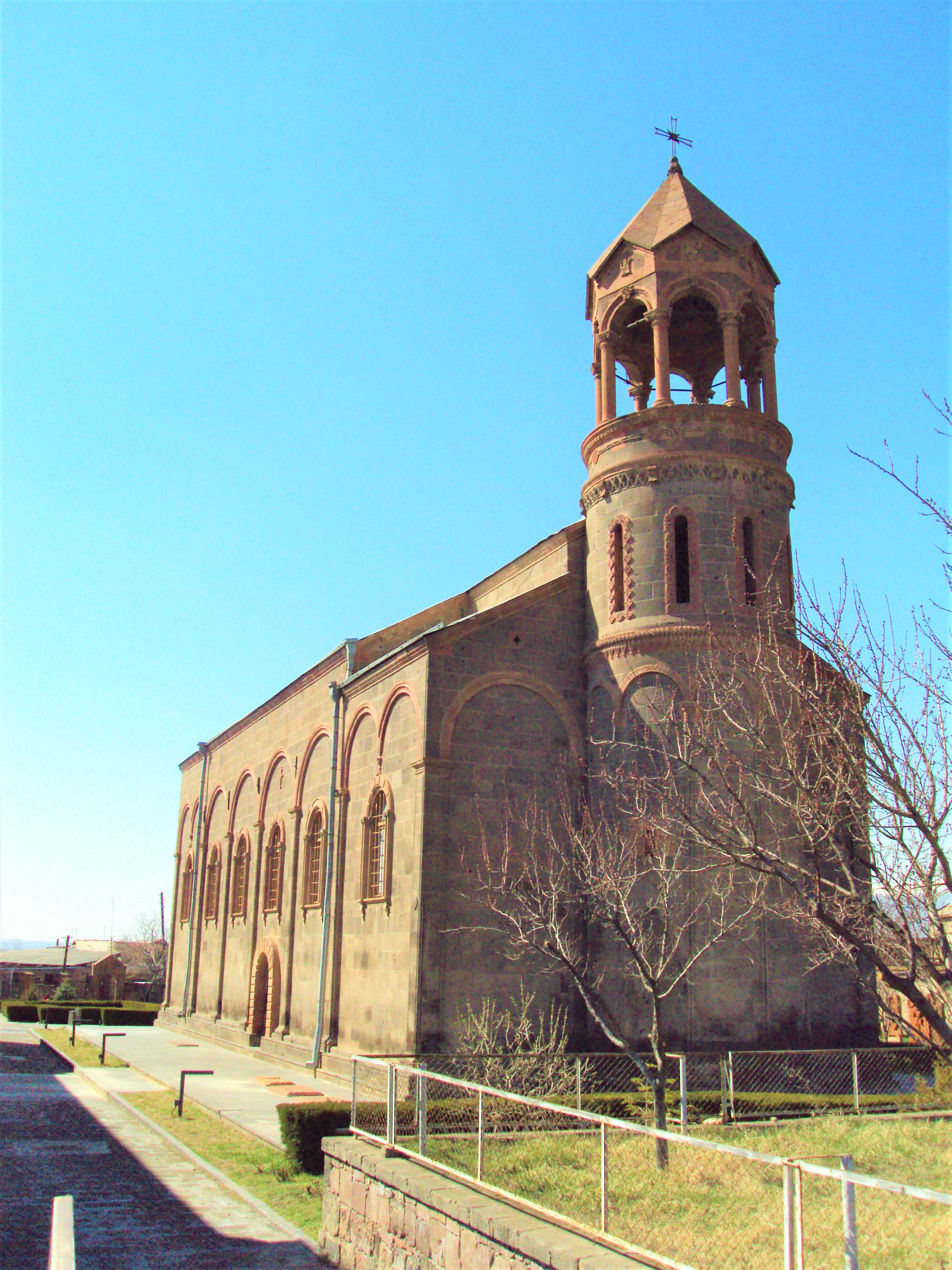
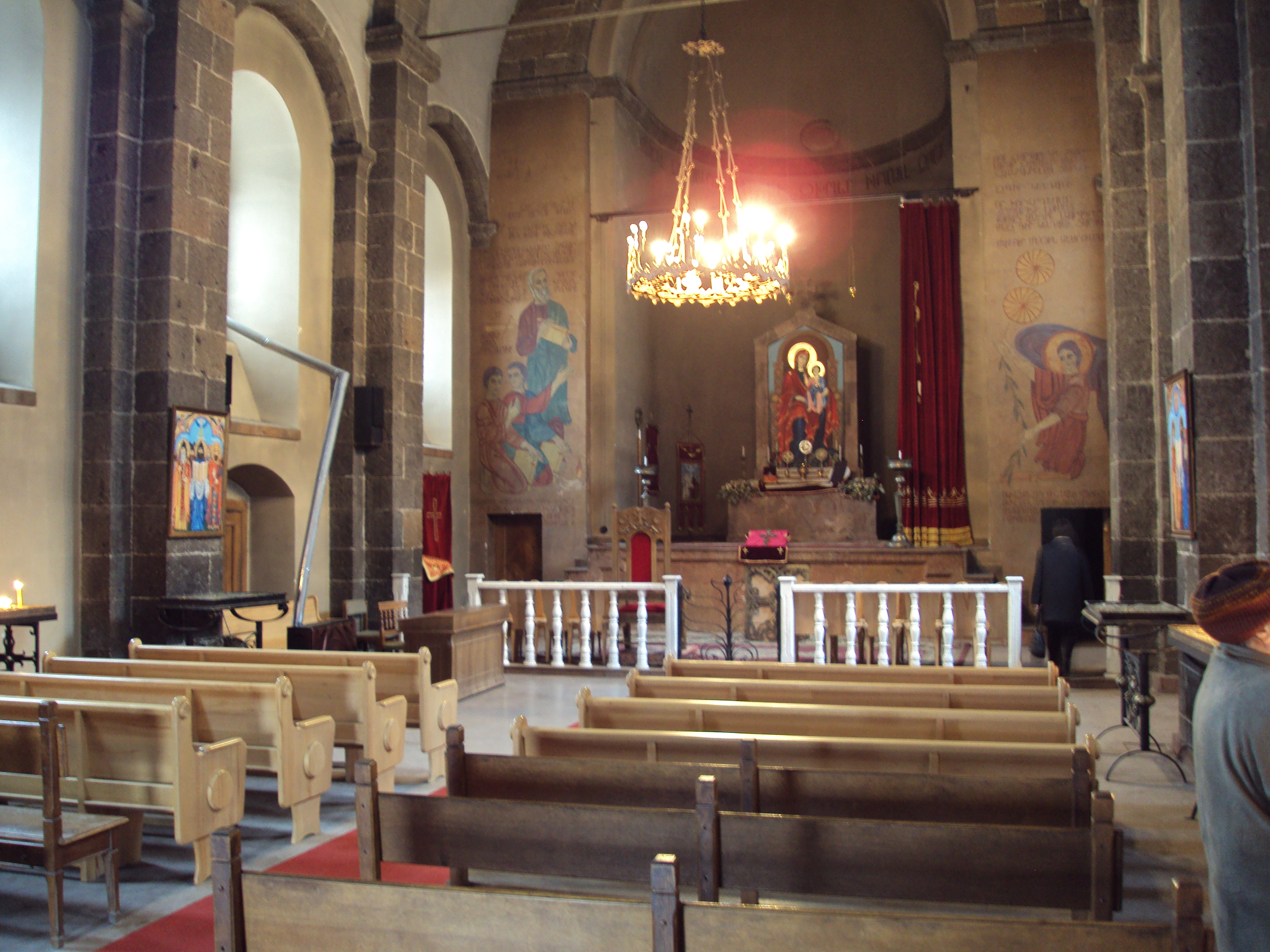
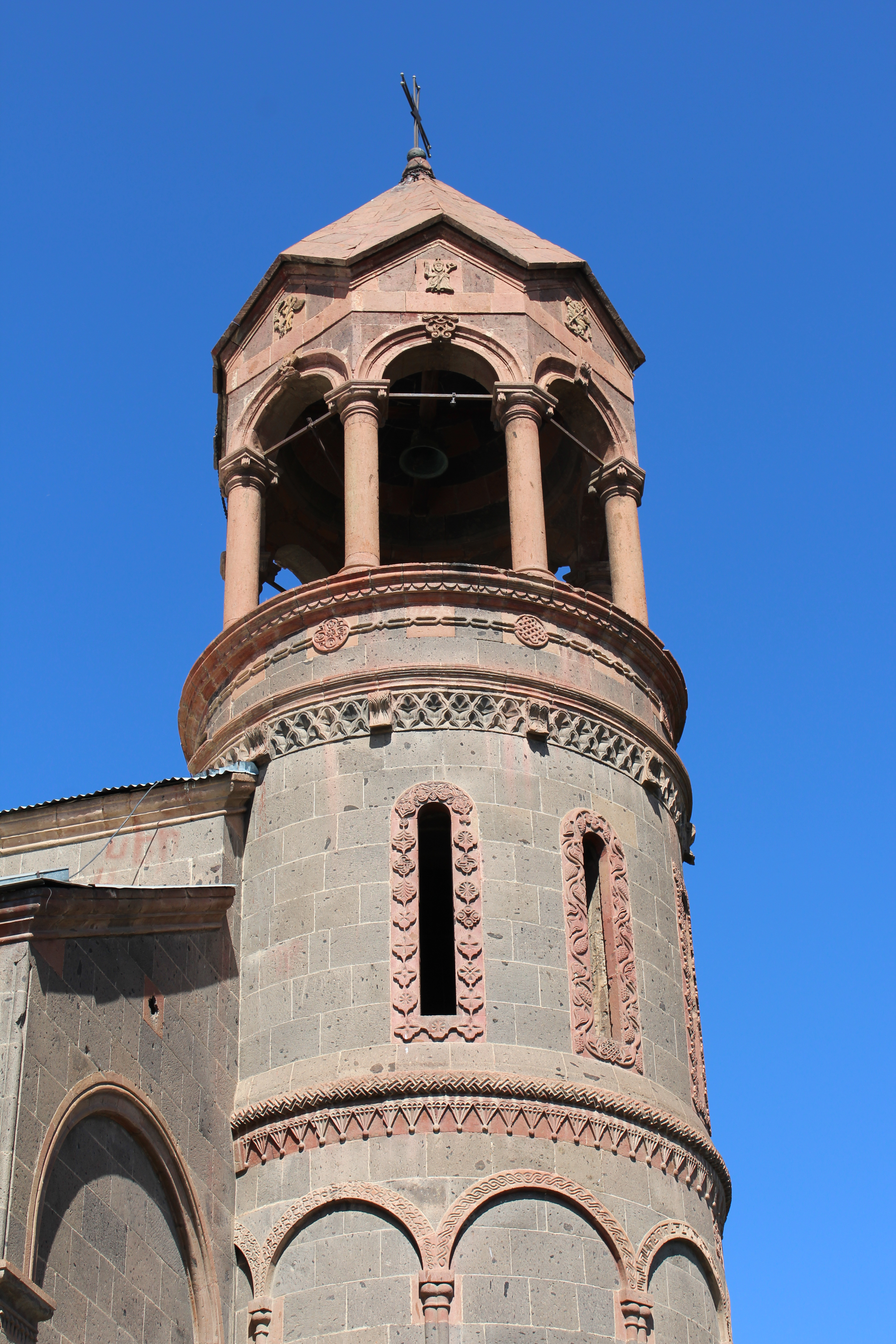